# وای نات پروداکشنز
وای نات پروداکشنز (انگلیسی: Why Not Productions) شرکت فیلم‌سازی فرانسوی است، که در سال ۱۹۹۰ تأسیس شد.